# Chiara Lubich
Chiara Lubich, wł. Silvia Lubich (ur. 22 stycznia 1920 w Trydencie, zm. 14 marca 2008 w Rocca di Papa) – włoska działaczka katolicka, założycielka, przywódczyni ruchu Focolari i służebnica Boża Kościoła katolickiego.

## Młodość i czasy wojenne
Przyszła na świat w rodzinie drukarzy. Jej ojciec stracił pracę ze względu na swoje poglądy socjalistyczne. Rodzina przeżyła długi okres kryzysu ekonomicznego. Silvia zapisała się na studia filozoficzne w Wenecji. Żeby zarobić na utrzymanie, udzielała korepetycji, zaś w latach 40. XX wieku uczyła w szkołach podstawowych swego rodzinnego miasta.

## Focolari
W czasie wojny – 7 grudnia 1943 – złożyła prywatne śluby, konsekrując swoje życie Bogu. 13 maja 1944 wojska alianckie dotkliwie zbombardowały Trydent. Dom rodzinny Silvii Lubich został zburzony. Członkowie jej rodziny wyjechali w góry, Silvia pozostała w mieście, uważając to za swoje życiowe powołanie. Wracając do miasta spotkała kobietę, która straciła czworo dzieci. Spotkanie to wpłynęło na Sylvię – zdecydowała, że chce w swoim życiu dzielić ból ludzkości.
W 1948 Lubich poznała w Parlamencie Włoskim pisarza i dziennikarza Igino Giordano, jednego z pionierów ekumenizmu. Zaczęła nazywać go Foco (pol. Ogień). Giordano został uznany później za współzałożyciela ruchu katolickiego Focolari.
W 1949 w czasie rekolekcji wakacyjnych w Tonadico w Dolomitach, po mszy świętej, Lubich zyskała przeczucie dotyczące powstającego ruchu i jej własnego życia. Podjęto decyzję o wysłaniu Pasquale Foresi na studia, by przygotował się do kapłaństwa – miał być pierwszym księdzem ruchu.

## Rozwój ruchu
Po tragicznych wydarzeniach na Węgrzech w 1956 Lubich postanowiła odpowiedzieć na apel papieża Piusa XII, który prosił, by imię Boga powróciło „na place, do domów, fabryk i szkół”. Zainicjowała wówczas dzieło nazywane później Volontari di Dio (pol. Wolontariusze Boga), w którym osoby świeckie różnych stanów i zawodów miały czynić Boga obecnym w społeczeństwie.
Kilka lat później, w 1962 papież Jan XXIII zaaprobował ruch. Statuty zaś zostały zaaprobowane przez Jana Pawła II dopiero w 1990.
W 1964 powstała pierwsza cittadella (pol. miasteczko) na wzgórzach w Valdarno pod Florencją. Był to typ wspólnoty, której członkowie żyli duchowością jedności we wszystkich aspektach życia codziennego. Cittadelle powstawały później w różnych częściach świata. Forma ruchu, w którym mieli skupiać się ludzie młodzi, powstała w 1966 – było to Movimento Gen.
Po wizycie w Brazylii w 1991 Lubich zapoczątkowała tzw. Economia di Comunione. Uderzona biedą brazylijskich fawelas, postanowiła wprowadzać w życie nowy sposób podziału wypracowanych przez wspólnoty dóbr – podział zysków na trzy części, z których jedna miała być przeznaczona na rozwój farmy, druga dla biednych, a trzecia na formację członków ruchu. Wspólnoty produkcyjne tego typu w bardzo szybkim czasie zaczęły powstawać w wielu krajach na całym świecie.
W latach 1997–1998 poświęciła się sprawom dialogu międzyreligijnego. Była zapraszana przez mniszki buddyjskie do Tajlandii, czarnych muzułmanów do Nowego Jorku i wspólnotę żydowską do Buenos Aires w Argentynie.

## Ostatnie lata
2 listopada 2006, mając 86 lat, trafiła do szpitala – Policlinico Gemelli w Rzymie. Z tej okazji Benedykt XVI przesłał jej swoje życzenia powrotu do zdrowia i błogosławieństwo. Dwa lata później 10 marca 2008 ponownie trafiła do tej samej kliniki. Znowu o swojej pamięci w modlitwie zapewniał ją papież. Odwiedził ją patriarcha Bartłomiej. 13 marca 2008 powróciła do miejsca zamieszkania – Rocca di Papa, gdzie nazajutrz zmarła. Miała 88 lat.

## Proces beatyfikacyjny
Jej proces beatyfikacyjny rozpoczął się 27 stycznia 2015 roku.

## Wybrane nagrody i odznaczenia
| - 1977 Nagroda Templetona - 1996 Nagroda UNESCO za Wychowanie dla Pokoju - 1998 Nagroda Rady Europy przyznana w Strasburgu za działalność związaną z walką o Prawa Człowieka Order Krzyża Południa - 2000 Wielki Krzyż Orderu Zasługi Republiki Federalnej Niemiec - 2004 Krzyż Wielki Orderu Zasługi Republiki Włoskiej - 1996 Katolicki Uniwersytet Lubelski Jana Pawła II - 1997 St. John University (Bangkok) Università Santo Tomàs (Manila) Fu Jen Catholic University (Tajpej) Sacred Heart University (Fairfield) Università S. Juan Bautista de la Salle (Meksyk) - 1998 Universidad de Buenos Aires Pontifícia Universidade Católica de São Paulo Universidade Católica de Pernambuco (Recife) - 1999 Università Cattolica del Sacro Cuore (Piacenza) L-Università ta' Malta - 2000 The Catholic University of America (Waszyngton) - 2003 Uniwersytet Trnawski Universidad Católica Cecilio Acosta (Maracaibo) - 2004 Papieski Uniwersytet Laterański – Instytut „Claretianum” - 2008 Liverpool Hope University | - 1995 Rocca di Papa - 1996 Pompeje - 1997 Tagaytay Rimini - 1998 Chacabucco (Argentyna) Palermo Buenos Aires - 2000 Rzym Florencja Incisa in Val d’Arno Rovigo - 2001 Genua - 2002 Turyn Bra - 2004 Mediolan - 2005 Todi - 2006 La Spezia - 2008 Osimo Jánoshalma |

## Publikacje (wydania polskie)
- Tylko jedno, Księgarnia św. Jacka 1986
- Klucz do jedności, Księgarnia św. Jacka 1989, ISBN 83-7030-034-0
- Modlić się jak aniołowie, Kraków 1992
- Przygoda jedności • Z założycielką Ruchu Focolari rozmawia Franka Zambonini, WAM 1995, ISBN 83-7097-164-4
- Patrzeć na wszystkie kwiaty • Wybór tekstów teologicznych z dwumiesięcznika „Nuova Umanit'a”, Kraków 1996 (razem z G. Rosse, P. Coda, G. M. Zanghi) ISBN 83-905853-0-8
- Powraca Boże Narodzenie..., Fundacja Mariapoli 1997, ISBN 83-905853-1-6
- Pisać Ewangelię życiem, Fundacja Mariapoli 1998, ISBN 83-905853-2-4
- Gdzie budzi się życie • Rozmowy o rodzinie, Wydawnictwo Sióstr Loretanek 1999, ISBN 83-7257-010-8
- Dlaczego mnie opuściłeś? • Cierpienie w świetle duchowości jedności, Fundacja Mariapoli 2000, ISBN 83-7221-151-5
- Rozważania, Fundacja Mariapoli 2001, ISBN 83-7221-347-X
- Krzyk opuszczenia • Jezus ukrzyżowany i opuszczony w historii i w życiu Ruchu Focolari od czasu powstania Ruchu w 1943 r. do początku trzeciego tysiąclecia, Fundacja Mariapoli 2001, ISBN 83-7221-249-X
- Każda chwila jest darem, Fundacja Mariapoli 2002, ISBN 83-905853-8-3
- Charyzmat jedności, Wydawnictwo M 2007, ISBN 978-83-60725-04-7